# Трешњевац
Трешњевац (мађ. Oromhegyes) је насеље у Србији у општини Кањижа у Севернобанатском округу. Према попису из 2022. било је 1433 становника.

## Историја
У праисторијско доба Трешњевац је био настањен, а први писани документи потичу из 1271. године и помиње се име Горњи Адриен – Феел Адриен, да би касније добио назив Тетехедеш, Шипошфалва или Закофелде-Закиево земљиште, Узуновицево, Оромхеђеш и Трешњевац.
Трешњевац има 2002. године 1923 становника. Од тога 95% је мађарске 5% српске, хрватске и других националности.

## Демографија
У насељу Трешњевац живи 1486 пунолетних становника, а просечна старост становништва износи 40,7 година (39,2 код мушкараца и 42,2 код жена). У насељу има 726 домаћинстава, а просечан број чланова по домаћинству је 2,57.
Ово насеље је великим делом насељено Мађарима (према попису из 2002. године), а у последња три пописа, примећен је пад у броју становника.
|             | \| Демографија[2] \| Демографија[2] \| Демографија[2] \| \| Година \| Становника \| Становника \| \| -------------- \| -------------- \| -------------- \| \| 1948. \| 2.542 \| \| \| 1953. \| 2.416 \| \| \| 1961. \| 2.357 \| \| \| 1971. \| 2.304 \| \| \| 1981. \| 2.135 \| \| \| 1991. \| 2.028 \| 2.002 \| \| 2002. \| 1.868 \| 1.923 \| \| 2011. \| 1.724 \| \| |            |
| Демографија | |            |
| Година      | Становника | Становника |
| 1948.       | 2.542 |            |
| 1953.       | 2.416 |            |
| 1961.       | 2.357 |            |
| 1971.       | 2.304 |            |
| 1981.       | 2.135 |            |
| 1991.       | 2.028 | 2.002      |
| 2002.       | 1.868 | 1.923      |
| 2011.       | 1.724 |            |

| Етнички састав према попису из 2002.‍ | Етнички састав према попису из 2002.‍ | Етнички састав према попису из 2002.‍ | Етнички састав према попису из 2002.‍ | Етнички састав према попису из 2002.‍ |
| ------------------------------------ | ------------------------------------ | ------------------------------------ | ------------------------------------ | ------------------------------------ |
|                                      |                                      |                                      |                                      |                                      |
| Мађари                               | Мађари                               |                                      | 1.797                                | 96,19%                               |
| Срби                                 | Срби                                 |                                      | 25                                   | 1,33%                                |
| Буњевци                              | Буњевци                              |                                      | 4                                    | 0,21%                                |
| Југословени                          | Југословени                          |                                      | 3                                    | 0,16%                                |
| Хрвати                               | Хрвати                               |                                      | 1                                    | 0,05%                                |
| непознато                            | непознато                            |                                      | 0                                    | 0,0%                                 |

| Година пописа     | 1948. | 1953. | 1961. | 1971. | 1981. | 1991. | 2002. |
| ----------------- | ----- | ----- | ----- | ----- | ----- | ----- | ----- |
| Број домаћинстава | 655   | 649   | 718   | 735   | 704   | 750   | 726   |

| Број чланова      | 1   | 2   | 3   | 4   | 5  | 6  | 7 | 8 | 9 | 10 и више | Просек |
| ----------------- | --- | --- | --- | --- | -- | -- | - | - | - | --------- | ------ |
| Број домаћинстава | 164 | 237 | 134 | 144 | 32 | 14 | 0 | 1 | 0 | 0         | 2,57   |

| Пол    | Укупно | Неожењен/Неудата | Ожењен/Удата | Удовац/Удовица | Разведен/Разведена | Непознато |
| ------ | ------ | ---------------- | ------------ | -------------- | ------------------ | --------- |
| Мушки  | 789    | 225              | 494          | 35             | 35                 | 0         |
| Женски | 768    | 96               | 505          | 134            | 33                 | 0         |
| УКУПНО | 1.557  | 321              | 999          | 169            | 68                 | 0         |

| Пол    | Укупно                    | Пољопривреда, лов и шумарство | Рибарство                            | Вађење руде и камена | Прерађивачка индустрија       |
| ------ | ------------------------- | ----------------------------- | ------------------------------------ | -------------------- | ----------------------------- |
| Мушки  | 533                       | 289                           | 1                                    | 40                   | 89                            |
| Женски | 281                       | 178                           | 1                                    | 1                    | 35                            |
| УКУПНО | 814                       | 467                           | 2                                    | 41                   | 124                           |
| Пол    | Производња и снабдевање   | Грађевинарство                | Трговина                             | Хотели и ресторани   | Саобраћај, складиштење и везе |
| Мушки  | 7                         | 52                            | 18                                   | 9                    | 15                            |
| Женски | 1                         | 0                             | 17                                   | 7                    | 2                             |
| УКУПНО | 8                         | 52                            | 35                                   | 16                   | 17                            |
| Пол    | Финансијско посредовање   | Некретнине                    | Државна управа и одбрана             | Образовање           | Здравствени и социјални рад   |
| Мушки  | 0                         | 3                             | 1                                    | 3                    | 3                             |
| Женски | 3                         | 0                             | 4                                    | 14                   | 16                            |
| УКУПНО | 3                         | 3                             | 5                                    | 17                   | 19                            |
| Пол    | Остале услужне активности | Приватна домаћинства          | Екстериторијалне организације и тела | Непознато            | Непознато                     |
| Мушки  | 3                         | 0                             | 0                                    | 0                    | 0                             |
| Женски | 1                         | 1                             | 0                                    | 0                    | 0                             |
| УКУПНО | 4                         | 1                             | 0                                    | 0                    | 0                             |

## Камп дубореза
У Трешњевцу се од 2011. године одржава камп дубореза на којем учешће узимају љубитељи дубореза. До сада су учесници кампа били из Србије, Мађарске, Словачке. Мајстори дубореза сваке године на кампу праве скулптуре различите тематике. Продукти настали на кампу могу се видети у самом Трешњевцу, али и у околним селима.

## Галерија
- Центар села
- Статуа светог Венделина
- Статуа светог Венделина
- Клупа настала на кампу дубореза
- Улаз у ОШ Арањ Јанош